# Сер Арена
«Спаребанкен Сер Арена» (норв. Sparebanken Sør Arena) — футбольний стадіон у місті Крістіансанн, Норвегія, домашня арена ФК «Старт».
Стадіон побудований протягом 2006—2007 років та відкритий 15 квітня 2007 року. Архітектурно схожий на «Акер Стадіон». Місткість становить 14 563 глядачі.   